# OpenACC
OpenACC(open accelerators)는 크레이, CAPS, 엔비디아, PGI가 개발한 병렬 컴퓨팅을 위한 프로그래밍 표준이다. 이 표준은 이기종 CPU/GPU 시스템의 병렬 프로그래밍을 단순하게 만들기 위해 설계된 것이다.
OpenMP에서처럼 프로그래머는 C, C++, 포트란 소스 코드를 어노테이션 처리하여 컴파일러 디렉티브와 추가 함수를 사용하여 가속하면 좋을 영역을 식별할 수 있다. OpenMP 4.0 이상에서처럼 OpenACC는 CPU와 GPU 아키텍처를 둘 다 대상으로 하여 이들 위에 연산 코드를 실행할 수 있다.

## 같이 보기
- OpenCL
- OpenMP